# Apothetodes dialectica
Apothetodes dialectica är en fjärilsart som beskrevs av Edward Meyrick 1919. Apothetodes dialectica ingår i släktet Apothetodes och familjen fransmalar. Inga underarter finns listade i Catalogue of Life.